# Lipumburu
Lipumburu ist ein Verwaltungsbezirk (englisch Ward) des Distrikts Masasi in der tansanischen Region Mtwara.

## Geografie
Lipumburu liegt im Südosten von Tansania etwa 35 Kilometer südlich der Distrikthauptstadt Masasi. Der Bezirk grenzt im Norden an Mpeta, im Osten an Lupaso, im Südwesten an Mkonona und im Nordwesten an Nandete. Bei der Volkszählung 2022 lebten 3459 Menschen in 1077 Haushalten auf einer Fläche von 246 Quadratkilometern.

## Gliederung
Der Bezirk besteht aus drei Gemeinden (Mtaa) mit 16 Orten (Kitongoji):
| Mchoti - Njawala - Mchoti - Namajani - Nandembo - Mlapa | Lipumburu - Nambunju Kilimani - Nambunju Bondeni - Mnazi Mmoja - Ghalani - Misufini - Nakachereni | Nantona - Chikowedi - Ngoteme - Abalasani - Kaluma - Nantona |

## Gesundheit
Im Bezirk befindet sich ein von der römisch-katholischen Kirche betriebenes Gesundheitszentrum.